# 고역 (도쿠시마현)
고역(일본어: 府中駅)은 일본 도쿠시마현 도쿠시마시에 위치한 시코쿠 여객철도 도쿠시마 선의 철도역이다. 역 번호는 B04이며, 상대식 승강장 2면 2선의 구조를 갖춘 지상역이다.

## 타는 곳
| 1 | ■ 도쿠시마 선 | 아와이케다 · 아나부키 방면              |
| 1 | ■ 도쿠시마 선 | 도쿠시마 방면                           |
| 2 | ■ 도쿠시마 선 | 도쿠시마 방면 (이 역의 상호운행 열차만) |

## 이용 현황
| 연도     | 하루 평균 | 연도     | 하루 평균 |
| 1995년도 | 567       | 2003년도 | 459       |
| 1996년도 | 572       | 2004년도 | 463       |
| 1997년도 | 580       | 2005년도 | 466       |
| 1998년도 | 513       | 2006년도 | 463       |
| 1999년도 | 477       | 2007년도 | 475       |
| 2000년도 | 478       | 2008년도 | 497       |
| 2001년도 | 468       | 2009년도 | 462       |
| 2002년도 | 450       | 2010년도 | 487       |
| -------- | --------- | -------- | --------- |

## 역 주변
- 조라쿠지
- 아와고쿠분지
- 간논지
- 이도지

## 인접 역
| 시코쿠 여객철도       | 시코쿠 여객철도 | 시코쿠 여객철도         |
| --------------------- | --------------- | ----------------------- |
| B 03 아쿠이 사코 방면 | 도쿠시마 선     | 이시이 B 05 쓰쿠다 방면 |